# Városi stadion (Mezőkövesd)
A Mezőkövesdi Városi Stadion Mezőkövesd legnagyobb labdarúgópályája. Itt játssza hazai mérkőzéseit a Mezőkövesd Zsóry FC. A stadion befogadóképessége 5020 fő. 2013-ban feljutott az NB I-be a Mezőkövesd, emiatt a stadiont kibővítették, közelebb hozták a játékteret, elkészítették a villanyvilágítást és kibővítették a klubházat. Augusztus közepére el is készültek a munkálatokkal.